# 宮澤佑門
宮澤 佑門（みやざわ ゆうと、2000年2月21日 - ）は、日本のロック・ギタリスト。東京都生まれで、現在も両親とともに東京都に住んでいる。2008年8月、「最も若いプロフェッナル・ギタリスト」としてギネス世界記録に認定された。

## 概要
幼少期に『さんまのSUPERからくりTV』の1コーナー「からくり熱中少年物語」で山岸竜之介、並木瑠璃らと出演。宮澤は並木のバンドメンバーとして活躍していた。
存在が知られるようになって以来、数多くのミュージシャンたちとの共演を果たしており、その中には、G・E・スミス、レス・ポール、ギャラクティック、ディープ・バナナ・ブラックアウト、オジー・オズボーンらが含まれている。
これまでに、ニューヨークではマディソン・スクエア・ガーデン、有名なB.B.キング・ブルース・クラブ、クリス・ノースとスティーヴ・ウォルター (Steve Walter) の経営する音楽バーであるザ・カッティング・ルーム、ロデオ・バー (Rodeo Bar) に出演経験があり、2008年夏には、グレイトフル・デッドを中心とした音楽祭 Gathering of the Vibes にも参加している。
2008年7月30日にNBCの深夜番組『レイト・ナイト・ウィズ・コナン・オブライエン』で取り上げられた。
2009年5月、『エレンの部屋 (The Ellen DeGeneres Show)』に出演し、「クレイジー・トレイン」を演奏し、ギターとリード・ボーカルを披露した。自分の音楽上のアイドルとしてオジー・オズボーンとランディ・ローズの名を挙げ、ローズと同じ水玉模様のフライングVである自分のギターを見せた。演奏の後、オジー・オズボーンがステージに登場し、宮澤に激励の言葉をかけ、オジーとランディがコンサートで演奏する姿を描いたサイン入りのプラークをプレゼントした。宮澤は、ブリザード・エンターテイメントのイベントである2009年の Blizzcon に登場し、オジーの最初のアンコールでオジーとともに「クレイジートレイン」を演奏した。2010年にも宮澤は『エレンの部屋』に出演し、「パラノイド (Paranoid)」を演奏した。2010年のオズフェストでも、オジー・オズボーンとともに「クレイジートレイン」を演奏した。
2011年5月、東日本大震災の被害者支援のチャリティのためにミュージック・マターズ・フォー・ジャパン名義で制作された「フィックス・ユー」のレコーディングに参加している。